# Joseph Kiel
Joseph Kiel (* 9. Juli 1834 in Volkmarsen in Nordhessen; † 31. Oktober 1900 ebenda) war  ein deutscher Kommunalpolitiker und Abgeordneter des Kurhessischen Kommunallandtages des preußischen Regierungsbezirks Kassel.

## Leben
Joseph Kiel  wurde als Sohn des Lehrers Kaspar Joseph Kiel und dessen Gemahlin Anna Maria Theresia Hagemeier geboren. Nach seiner Schulausbildung war er in der Verwaltung seines Heimatortes tätig. Von 1881 bis 1891 nahm er das Amt des Bürgermeisters in Volkmarsen wahr. 1880 erhielt er ein Mandat für den Kurhessischen Kommunallandtag des preußischen Regierungsbezirks Kassel. Er blieb bis 1885 in dem Parlament. 